# Celestine Imbaya
Celestine Imbaya, née le 11 novembre 1969 à Siaya, est une joueuse kényane de basket-ball. 

## Biographie
Elle fait partie de l'équipe du Kenya de basket-ball féminin, avec laquelle elle participe au Championnat du monde 1994.